# Giniwar, Sindhnur
Giniwar là một làng thuộc tehsil Sindhnur, huyện Raichur, bang Karnataka, Ấn Độ.